# Matthias Prock

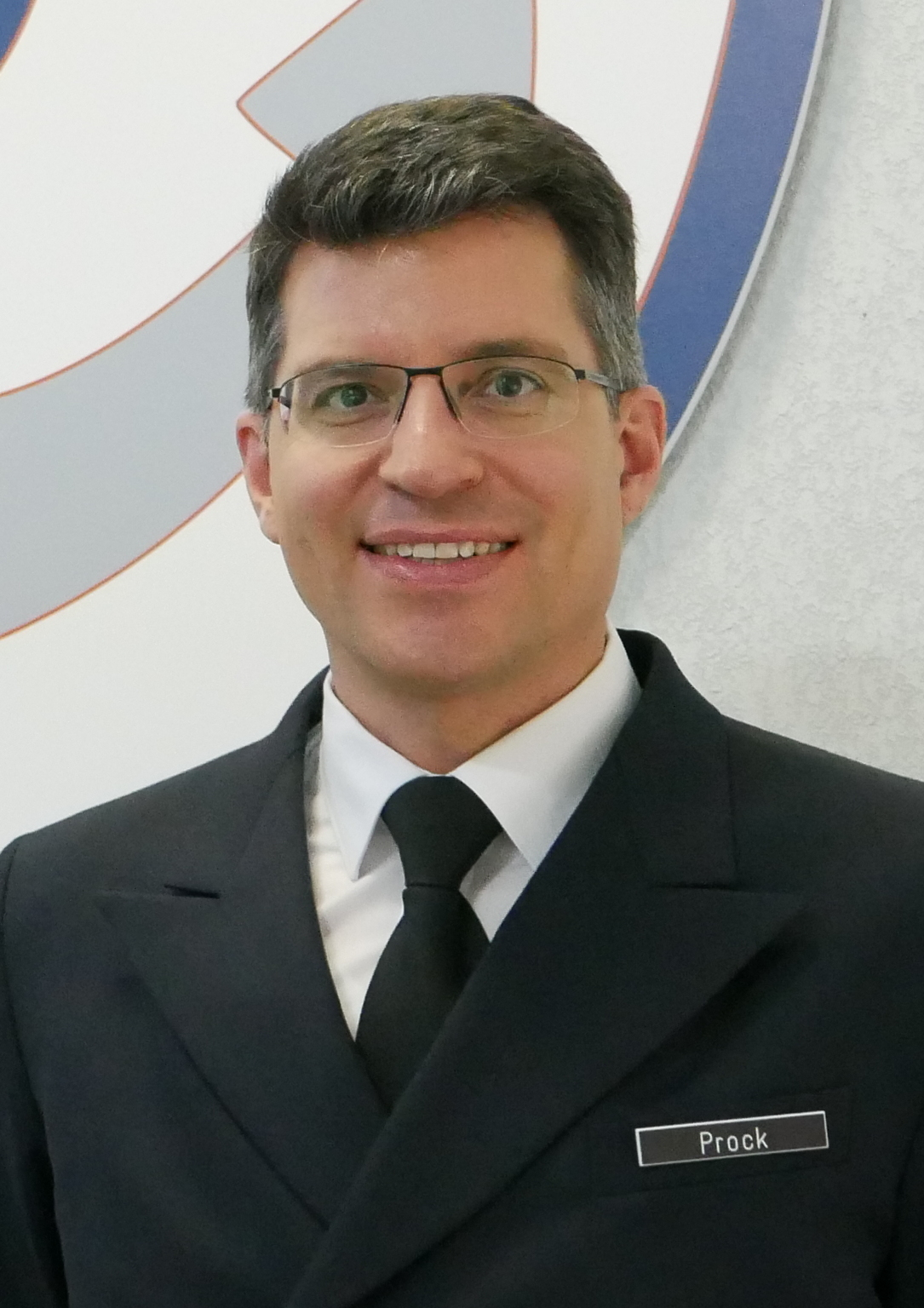
Matthias Prock als Leiter des Marinemusikkorps Wilhelmshaven im Dezember 2021.

Matthias Prock (* 8. März 1977 in Regensburg) ist ein deutscher Kapellmeister und Stabsoffizier der Bundeswehr. Er bekleidet den Rang eines Fregattenkapitäns und leitet zurzeit das Marinemusikkorps Wilhelmshaven.

## Leben
Matthias Prock sammelte seine ersten musikalischen Erfahrungen als Domsänger bei den Regensburger Domspatzen. Kirchenmusikalisch geprägt nahm er 1996 sein Studium an der Hochschule für Katholische Kirchenmusik in Regensburg auf. Nach seinem Examen folgte am selben Institut sein zweiter Studienabschluss als „Musiklehrer mit Hauptfach Orgel“ bei Norbert Düchtel. Während der Regensburger Zeit wirkte Prock in mehreren Pfarreien als Kantor und Konzertorganist.
Eigentlich wollte Prock in Freiburg seine kirchenmusikalische Ausbildung mit dem Konzertexamen ergänzen, bis Ende 2001 die Bundeswehr „dazwischen“ kam. Begeistert von der musikalischen Vielfalt der symphonischen Blasmusik entschied sich Prock für die Offizierslaufbahn des Militärmusikdienstes der Bundeswehr. Es folgte sein drittes Studium im Fach Dirigieren in der Klasse von Lutz Herbig an der Robert Schumann Hochschule Düsseldorf.

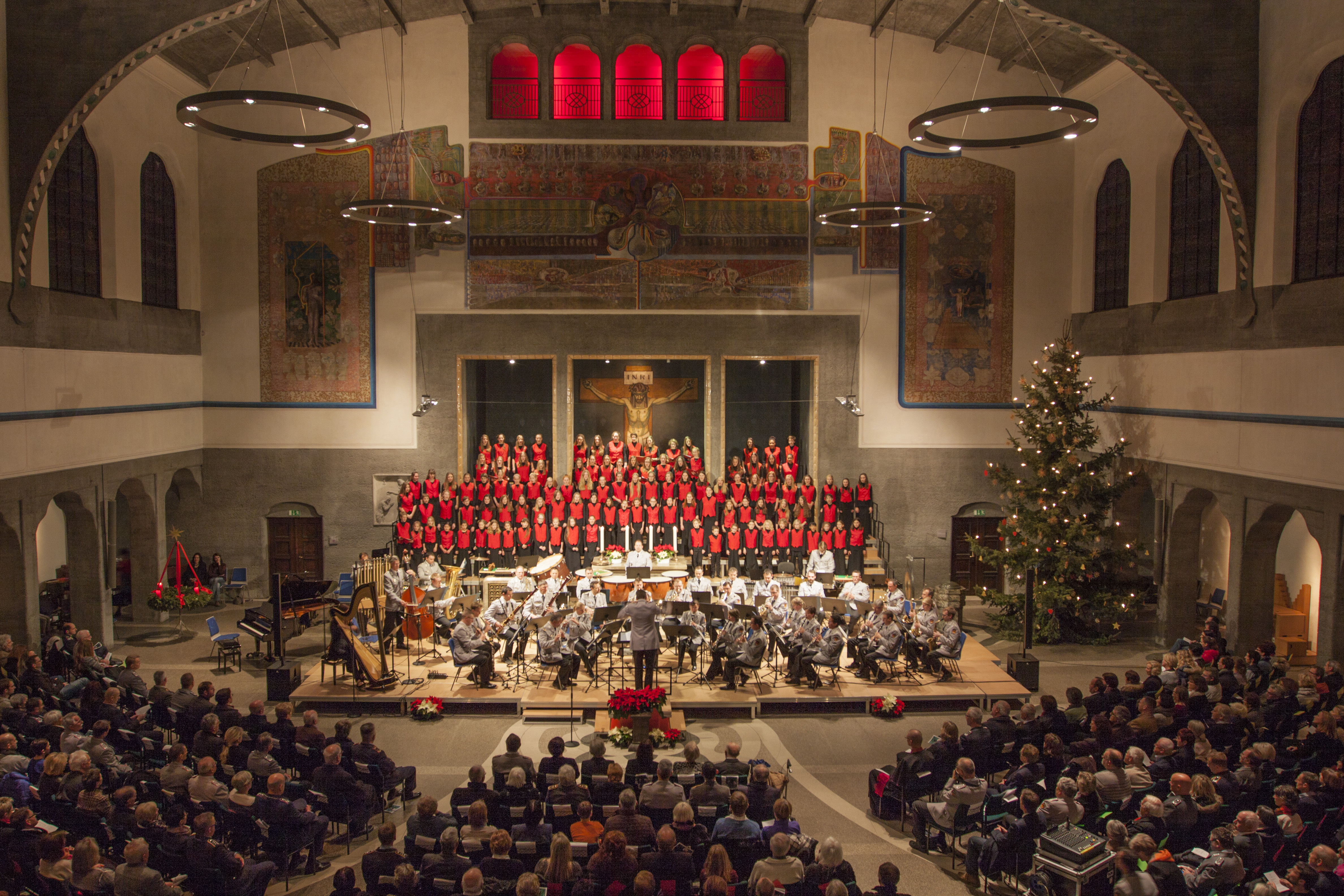
Gemeinschaftskonzert Ulmer Spatzenchor und Heeresmusikkorps Ulm

Seine erste Verwendung als Dirigent war für Prock beim Stabsmusikkorps der Bundeswehr in Berlin. In diesen knapp fünf Jahren leitete er über 200 Staatsprotokolle, darunter die militärischen Ehren für Papst Benedikt XVI. und Präsident Barack Obama. Darüber hinaus war er Ende 2009 bei einem mehrmonatigen Auslandseinsatz als Leiter des Mentorenteams der Afghanischen-Nationalarmee-Musicband in Kabul eingesetzt.
Von 2012 bis 2019 hatte Prock die Position des Chefdirigenten des traditionsreichen Heeresmusikkorps Ulm inne. Mit diesem Orchester reiste er unter anderem zum RNSIT nach Halifax/Kanada und leitete mehrere Studioproduktionen. Darüber hinaus initiierte er viele musikalische Sonderprojekte, wie zum Beispiel Gemeinschaftskonzerte mit dem Ulmer Spatzen Chor und dem Theater Ulm. In diese Zeit fällt auch eine weitere Ausbildungsmission, die ihn nach Santiago de Chile führte.
Seit Oktober 2019 ist Prock der erste Leiter des neu gegründeten Marinemusikkorps Wilhelmshaven am größten Bundeswehrstandort Deutschlands.
Ein hohes Anliegen ist Procks Engagement in der zivilen Blasmusikszene. So ist er regelmäßig Jurymitglied bei Orchesterwettbewerben (u. a. Deutscher Orchesterwettbewerb, Deutsches Musikfest), musikalischer Leiter von Auswahlorchestern (zuletzt beim Landesjugendblasorchester Niedersachsen) oder Dirigierdozent beim Allgäu-Schwäbischen-Musikbund. Darüber hinaus ist Prock als Workshopleiter im Fach Dirigieren tätig.